# Daniela Aiuto
Daniela Aiuto (ur. 14 grudnia 1975 w Lozannie) – włoska polityk i architekt, posłanka do Parlamentu Europejskiego VIII kadencji.

## Życiorys
Urodziła się w Szwajcarii, jednak już w dzieciństwie zamieszkała we Włoszech. W 2002 ukończyła studia na wydziale architektury Università degli Studi „Gabriele d'Annunzio” w Pescarze. Podjęła następnie pracę w zawodzie projektantki obiektów mieszkalnych, handlowych i sportowych.
Zaangażowała się w działalność polityczną w ramach Ruchu Pięciu Gwiazd. W wyborach w 2014 z listy tego ugrupowania uzyskała mandat eurodeputowanej, mandat wykonywała do 2019. W 2018 wystąpiła z partii w 2020 dołączyła do ugrupowania Azione.